# Usenet
Một hệ thống thông tin toàn cầu dưới dạng diễn đàn thảo luận (còn được gọi là "Newsgroup") về tất cả các lĩnh vực của đời sống và bất cứ ai cũng có thể tham gia là những có thể giới thiệu một cách cơ bản nhất khi nói đến Usenet (từ viết tắt của tiếng Anh: "Unix User Network").

## Chức năng hoạt động
Giống như các bảng tin như chúng ta thường gặp ở các siêu thị, Usenet đã xuất hiện và thực sự phát triển và trở nên thông dụng. Vượt trội hơn nếu như việc giao tiếp thông qua bảng tin chỉ là sự thông báo chia sẻ thông tin một chiều thì với Usenet điều này đã được khắc phục một cách hoàn hảo. Sự phản hồi và trao đổi thông tin được giữ nguyên trạng thái như cách mà người chia sẻ ban đầu đưa ra. Đây cũng chính là cách thức mà Usenet rút ra được từ ngành công nghiệp báo chí.
Tuy nhiên, một đặc điểm quan trọng không được giống với một tòa soạn báo, đó là Usenet không có bộ phận chọn lọc cũng như phân loại, tổng hợp thông tin. Sự kiểm duyệt cũng có nhưng vẫn được coi là trường hợp ngoại lệ và quyết định của phần nhiều những người tham gia trong diễn đàn vẫn đóng vai trò quan trọng hơn rất nhiều.
Hơn nữa, số lượng người tham gia đông đảo và tốc độ truyền đạt thông tin vô cùng nhanh chóng trở thành những ưu điểm vượt trội giúp cho Usenet ngày một trở nên phổ biến. Với nhiều đề tài khác nhau, Usenet là nơi tập trung với một con số khổng lồ các diễn đàn thu hút sự tham gia cũng như nhiều luồng ý kiến từ hàng ngàn máy chủ của các quốc gia khác nhau trên toàn thế giới. Vì thế sự kiểm duyệt lại càng trở thành vấn đề khó khăn khó giải quyết đối với Usenet.

## Sử dụng
Người muốn tham gia sử dụng Usenet cần Newsreader, một phần mềm tương đối đơn giản cài đặt trên máy tính. Bên cạnh đó người ta cũng có thể truy cập qua e-mail hoặc một trang web tương ứng nhưng tất nhiên cũng có phần nào sự hạn chế khi tham gia đóng góp ý kiến trên các diễn đàn của Usenet.

## Lịch sử
Được biết đến như các Usenet đầu tiên là Steve Bellovin, Jim Ellis, Tom Truscott tại Hoa Kỳ (1979) khi họ kết nối thành công giữa 2 máy Unix giữa trường 2 trường đại học trong các lễ rửa tội. Mạng ARPANET và Internet ngày nay chính là sự nâng cao từ ý tưởng ban đầu này.

## Sự phê bình
Usenet cho phép người sử dụng, tham gia các diễn đàn có thể diễn đạt thông tin với nhiều hình thức phong phú như âm nhạc, film và phần mềm có bản quyền. Như đã nói ở trên, việc quản lý là vô cùng phức tạp. Các nhà cung cấp Usenet thương mại thường xuyên bị nghi ngờ khi truyền tải các bộ dữ liệu lớn.